# Marcus Horatius Pulvillus
Marcus Horatius Pulvillus az ókori Római Köztársaság egyik patríciusa volt, aki consuli hivatalt viselt közvetlenül a királyság megdöntése után, i. e. 509-ben, valamint i. e. 507-ben is. 

## Élete
Halikarnosszoszi Dionüsziosz görög történetíró szerint kitüntette magát az utolsó római király, Lucius Tarquinius Superbus elűzésekor. Titus Livius nem említi ekkori tetteit. 
A köztársaság kikiáltásának első évében az egyik consul, Lucius Iunius Brutus elesett az etruszkok ellen vívott csatában; a helyére megválasztott Spurius Lucretius Tricipitinus (annak a Lucretiának az apja, akinek meggyalázása és öngyilkossága kiváltotta a király elűzését) pedig néhány nappal később meghalt. Helyére a polgárok Marcus Horatius Pulvillust választották. Collegája Publius Valerius Publicola volt. Egyes források szerint ő töltötte be a pontifex maximus tisztségét is.
A két consul sorsot húzott, hogy melyikük szentelje fel Jupiter új templomát a Capitoliumon. A sorsolást Horatius nyerte, Valerius pedig elment háborúzni Veii ellen (Dionüsziosz szerint nem történt sorhúzás, hanem Valerius éppen hadjáraton volt a felszentelés idején). Valerius rokonsága azt szerette volna, ha ő végzi a felszentelést és nem tudva másképp elhalasztani a ceremóniát, amikor Horatius kezét a templom kapufélfájára téve a könyörgő imádságot mondta, elhíresztelték, hogy meghalt a fia és gyászolóként nem végezhet felszentelést. A consul kezét fel sem emelve rendelkezett, hogy gondoskodjanak a holttestről és befejezte a ceremóniát (Livius ezt az esetet első consulsága, míg Dionüsziosz és Tacitus a második idejére teszi).
I. e. 507-ben másodszor is megválasztották consulnak, ismét Publius Valerius Publicola mellé. 